# Erateina copela
Erateina copela là một loài bướm đêm trong họ Geometridae.